# Wenjiïta
La wenjiïta és un mineral de la classe dels elements natius. Rep el nom en honor de Bai Wenji.

## Característiques
La wenjiïta és un mineral de fórmula química Ti10SixPy. Va ser aprovada com a espècie vàlida per l'Associació Mineralògica Internacional l'any 2019, sent publicada a començaments de 2022. Cristal·litza en el sistema hexagonal. La seva duresa a l'escala de Mohs és 6,5. És isostructural amb la mavlyanovita i la xifengita.
L'exemplar que va servir per a determinar l'espècie, el que es coneix com a material tipus, es troba conservat a la col·lecció mineralògica del Museu Geològic de la Xina, a Beijing (República Popular de la Xina), amb el número de catàleg: m16104.

## Formació i jaciments
Va ser descoberta al dipòsit de crom de Kangjinla, a l'ofiolita de Luobusha, dins el comtat de Qusum (Tibet, República Popular de la Xina). Aquest indret és l'únic a tot el planeta on ha estat descrita aquesta espècie mineral.